# 애비 스타이너
애비 스타이너(Abigail Kathryn Steiner, 1999년 11월 24일 ~ )는 미국의 육상 선수이다.

## 생애
미국 오하이오 주 더블린에서 태어나 콜럼버스에서 자랐다. 초등학교 2학년때부터 축구를 하였고 중학교때부터는 축구와 육상을 병행하였다. 캔터키 대학교에 축구와 육상 모두 장학생으로 입학하였지만 2학년때부터 육상에만 전념하게 됐다.

## 경력
2022년 100m에서 10초92, 200m에선 22초05를 기록해 세계 3위에 해당되는 기록을 세웠고, 그해 세계육상선수권대회 여자 400m 계주에서 금메달을 획득하며, 처음으로 메이저대회 메달을 기록하였다.